# 마하 싱
마하 싱(펀자브어: ਮਹਾਂ ਸਿੰਘ, 1760년 ~ 1790년 4월 15일, 1756년 ~ 1792년 4월)은 수케르차키아 미슬의 두 번째 수장이다. 그는 사르다르 차라트 싱과 사르다르니 데산 카우르 와라이히의 장남이며, 마하라자 란지트 싱의 아버지이다.
그의 아버지 차라트 싱이 사망한 후, 그는 수케르차키아 미슬의 지도권을 승계했다. 그의 아들 란지트 싱이 그의 뒤를 이어 시크 제국을 세웠다. 그는 자사 싱 람가르히아와의 동맹과 칸하이야 미슬의 세력을 축소시킨 것으로 유명하다. 마하 싱은 무굴차크 만안왈라의 사르다르 자이 싱 만의 딸 마이 만 카우르와 진드의 라자 가즈파트 싱의 딸 사르다르니 라지 카우르와 결혼했다.